# Blato, Galicija
Blato (nemško Moos) je naselje v Občini Galicija v Okraju Velikovec na Koroškem v Avstriji.